# José Enrique Monterde
José Enrique Monterde Lozoya (Barcelona, 1953) és professor de Teoria de l'Art i Història del cinema al Departament d'Història de l'Art de la UB i a l'ESCAC. President de l'ACCEC i membre del consell de redacció de Cahiers du cinéma Espanya, després d'haver col·laborat en altres revistes com Dirigido por..., Archivos de la Filmoteca i Nosferatu. També és autor de diversos llibres sobre història del cinema espanyol, les relacions entre Cinema i Història, els "nous cinemes" europeus, etc., com també monografies sobre Bernardo Bertolucci i Martin Scorsese.